# Dump (유닉스)
dump 명령어는 유닉스 및 유닉스 계열 운영 체제에서 파일 시스템을 백업하기 위해 사용하는 프로그램이다. 파일, 디렉토리와 같은 파일시스템 추상화 요소 아래의 블록 위에서 동작을 수행한다. dump는 파일 시스템을 테이프나 다른 디스크로 백업할 수 있다. bzip2를 통해 출력을 파이프 처리하여 네트워크를 경유하여 사용할 수도 있다.

## 사용법
```
dump [-0123456789acLnSu] [-B records] [-b blocksize] [-C cachesize]
[-D dumpdates] [-d density] [-f file | -P pipecommand] [-h level]
[-s feet] [-T date] filesystem
```

```
$
 
dump
 
-W
 
|
 
-w

```

## 같이 보기
- Tar (파일 포맷)
- Cpio
- Rsync